# Noa Zubac
Noa Zubac, född 26 juni 2002, är en kroatisk-svensk handbollsspelare (vänsternia). Han är son till Ivica Zubac

## Karriär
Zubac flyttade, 13 år gammal, till Sverige från Kroatien 2016, och började spela för juniorlaget i Kärra HF. Han spelade även med IK Sävehofs juniorlag, innan han 2021 gick till seniorlaget i Kärra. I februari 2022 blev det officiellt att Zubac skrivit ett femårigt kontrakt med det polska topplaget Vive Kielce, vilket var en stor sensation då Kärra vid tillfället låg i botten av Allsvenskan. I kontraktet med Kielce står att han kommer vara utlånad till annan klubb de första åren. Säsongen 2022/23 spelar han för polska Gwardia Opole.
Han deltog i U20-EM 2022, där han spelade för Kroatien.

## Privat
Zubac växte upp i Kroatien, men har både kroatiskt och svenskt medborgarskap. Han är son till handbollstränaren och tidigare handbollsspelaren Ivica Zubac.